# NGC 19
NGC 19 è una galassia a spirale della costellazione di Andromeda. Fu scoperta da Lewis Swift il 20 settembre 1885.
Spesso è catalogata, in modo errato, come un duplicato di NGC 21.
NGC 19 è nello spettro dell'infrarosso.